# Muntanyeta del Castellà
La Muntanyeta del Castellà és una serra situada als municipis de Garrigoles i la Tallada d'Empordà a la comarca del Baix Empordà, amb una elevació màxima de 124 metres.